# Tal vez, quizá
«Tal Vez, Quizá» es una canción interpretada por la cantante mexicana Paulina Rubio, incluida en su quinto álbum de estudio, Paulina (2000). La compañía Universal Latino la publicó como el séptimo y último sencillo del disco en septiembre de 2001. Compuesta por el cantautor mexicano Armando Manzanero y producida por Marcello Azevedo, «Tal Vez, Quizá» es una balada de género pop con influencias de bolero que presenta una producción mucho más melódica que las otras baladas de Paulina.
«Tal Vez, Quizá» obtuvo una respuesta crítica positiva, siendo considerada la balada mejor interpretada por la cantante en su carrera, y en uno de sus temas musicales más aclamados tanto por la crítica especializada como por la audiencia en general. Desde el punto de vista comercial, no obtuvo el mismo éxito que los sencillos predecesores de Paulina, sin embargo, con el paso del tiempo, la canción ha logrado perdurar como un éxito atemporal.

## Formatos
| CD, sencillo, Promo |                  |          |  |
| N.º                 | Título           | Duración |  |
| 1.                  | «Tal Vez, Quizá» | 4:33     |  |

### Listas de popularidad
| Listas de popularidad 1993 |                             |          |
| País                       | Lista                       | Posición |
| Estados Unidos             | Billboard Hot Latin Tracks  | 42       |
| Estados Unidos             | Billboard Latin Pop Airplay | 20       |

## Créditos y personal
- Grabación en Midnight Blue Studios (Miami).

### Personal
- Paulina Rubio: voz,
- Armando Manzanero: composición
- Marcello Azevedo: producción, programación
- Silvio Richetto: ingeniería de grabación
- Rene Luis Toledo: guitarra acústica, guitarra eléctrica
- Javier Carrion: bajo
- Adriana Mezzadri: coros
- Jodi Horovitz: coros
- Odisa Beltran: coros

Créditos adaptados de las notas del álbum Paulina.